# Innovación tecnológica para la mitigación del cambio climático

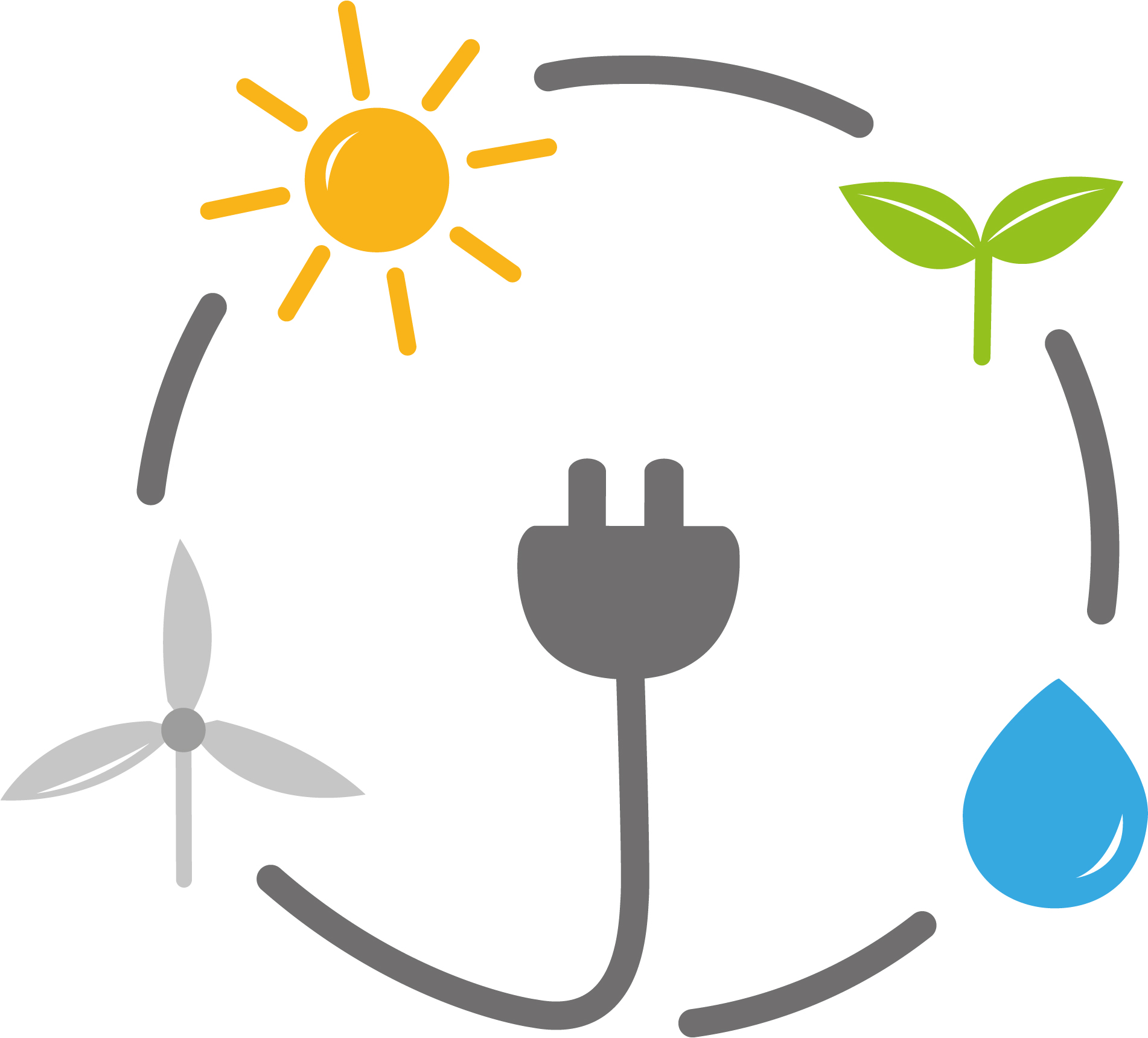
Logo de energías renovables (energía solar, bioenergía, energía del agua, energía eólica).

Las innovación tecnológica para la mitigación del cambio climático comprende una variedad de herramientas diseñadas para mitigar las emisiones de gases de efecto invernadero. Entre ellas se incluyen fuentes de energía renovables como la solar, eólica e hidroeléctrica. Además, se emplean soluciones para enfrentar los efectos negativos del cambio climático, tales como cultivos resistentes a la sequía, sistemas de alerta temprana y presas costeras. También existen tecnologías "blandas", como la eficiencia energética y programas de capacitación para el uso adecuado de equipos.
En las dos últimas décadas, los gobiernos han promovido el desarrollo y la transferencia de tecnologías para la mitigación del cambio climático a los países en desarrollo a través de la Convención Marco de las Naciones Unidas sobre el Cambio Climático (CMNUCC). Estas iniciativas han contribuido a la reducción de emisiones y a la minimización de los efectos del cambio climático. En el futuro, se espera que los avances tecnológicos jueguen un papel fundamental en la consecución de objetivos globales, como los establecidos en el Acuerdo de París, que busca limitar el aumento de la temperatura global a 1,5 °C por encima de los niveles preindustriales.

## Historia
En 1992, cuando los países establecieron la Convención, incluyeron disposiciones que subrayaban la importancia de la innovación tecnológica en la lucha contra el cambio climático. Por ejemplo:

«Todas las Partes deberán...Promover y cooperar en el desarrollo, la aplicación y la difusión,Promover y cooperar en el desarrollo, la aplicación y la difusión, incluida la transferencia, de tecnologías...que controlen, reduzcan o prevengan las emisiones antropógenas de gases de efecto invernadero...».
Artículo 4, párrafo 1 de la Convención Marco de las Naciones Unidas sobre el Cambio Climático.

«Las Partes que son países desarrollados...tomarán todas las medidas posibles para promover, facilitar y financiar, según proceda, la transferencia de tecnologías y conocimientos prácticos ambientalmente sanos, o el acceso a ellos, a otras Partes, en particular a los países en desarrollo, para que puedan aplicar las disposiciones de la Convención».
Artículo 4, párrafo 5 de la Convención Marco de las Naciones Unidas sobre el Cambio Climático.

Tras la creación de la Convención, los países se centraron inicialmente en construir una comprensión global de las tecnologías climáticas. Examinaron qué información era necesaria para promover el desarrollo y la transferencia de tecnología, identificaron las necesidades específicas de los países en desarrollo, evaluaron el apoyo de la comunidad internacional y determinaron qué tecnologías podían ser útiles para reducir las emisiones de gases de efecto invernadero y adaptarse al cambio climático.
Entre 1997 y 2001, basándose en este trabajo preliminar, los países intensificaron sus esfuerzos mediante un proceso consultivo sobre el desarrollo y la transferencia de tecnologías climáticas. Se celebraron talleres regionales en Asia-Pacífico, África, América Latina y el Caribe, en los que se abordaron diversas cuestiones relacionadas con las tecnologías climáticas a nivel nacional, regional e internacional. Además, en 1997, los países incorporaron una disposición sobre tecnología en el artículo 10 del Protocolo de Kioto.

«Todas las Partes... cooperarán en la promoción de modalidades eficaces para el desarrollo, la aplicación y la difusión de tecnologías ecológicamente racionales y adoptarán todas las medidas viables para promover, facilitar y financiar, según proceda, su transferencia o el acceso a ellas, en particular a los países en desarrollo...».
Artículo 10 de la Convención Marco de las Naciones Unidas sobre el Cambio Climático.

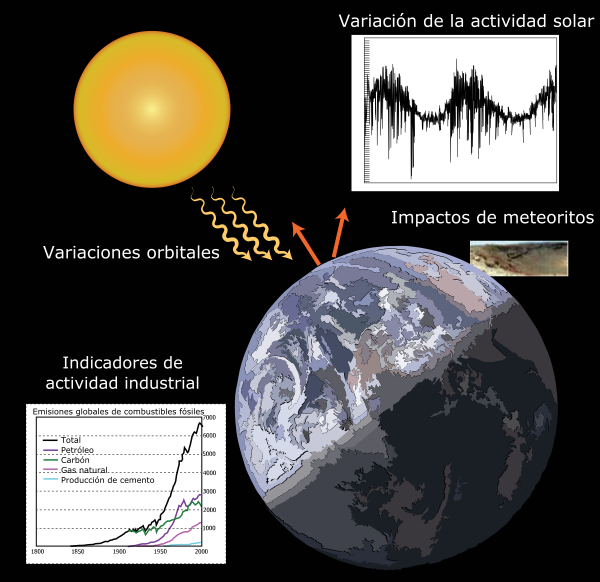
Esquema ilustrativo de los principales factores que afectan al cambio climático.

En 2001, basándose en los progresos realizados a través del proceso consultivo, los países establecieron el marco de transferencia de tecnología, conocido formalmente como «Marco de acciones para mejorar la aplicación del artículo 4.5 de la Convención». También crearon el Grupo de Expertos en Transferencia de Tecnología (GETT) para abordar las cuestiones relacionadas con el desarrollo y la transferencia de tecnología. Este marco se estructuró en torno a cinco temas clave:
1. Evaluación de las necesidades tecnológicas
2. Información tecnológica
3. Condiciones propicias para la transferencia de tecnología
4. Creación de capacidad para la transferencia de tecnología
5. Mecanismos de transferencia de tecnología

En 2007 se añadieron cuatro subtemas específicos al componente de mecanismos: financiación innovadora, cooperación internacional, desarrollo de tecnología endógena,investigación y desarrollo en colaboración. Entre 2001 y 2010, tanto el GETT como el marco de transferencia de tecnología ayudaron a los países en desarrollo a abordar los retos tecnológicos y a poner en marcha diversas actividades de transferencia de tecnología. A través de estas iniciativas, los países desarrollaron y reforzaron procesos para evaluar sus necesidades tecnológicas. Una vez identificadas estas necesidades, el GETT estudió cómo proporcionar financiación y formación, elaboró directrices y organizó talleres regionales para ayudar a los gestores de proyectos a preparar propuestas de financiación. Este trabajo condujo en 2008 a la creación del Programa Estratégico de Poznan sobre transferencia de tecnología en el marco del Fondo para el Medio Ambiente Mundial. Además, el GETT investigó métodos para supervisar y evaluar la eficacia del marco, proponiendo estrategias y opciones para acelerar la transferencia de tecnología a largo plazo. En 2010, el mandato del GETT concluyó con la creación del Mecanismo Tecnológico, y el Comité Ejecutivo de Tecnología (CET) asumió la responsabilidad de aplicar el marco de transferencia de tecnología en adelante.
Uno de los logros más destacados del marco de transferencia de tecnología fue el desarrollo de las Evaluaciones de Necesidades Tecnológicas (ENT). Estas evaluaciones son un conjunto de actividades emprendidas por los países en desarrollo para identificar sus prioridades en materia de tecnología climática. Desde 1999, más de 85 países han realizado ENT para hacer frente a los retos del cambio climático.
Mediante el proceso de ENT, los países en desarrollo
- Identifican soluciones tecnológicas para combatir el cambio climático y avanzar en su desarrollo nacional.
- Refuerzan las capacidades nacionales para apoyar el desarrollo sostenible.
- Diseñan planes de acción tecnológica para aplicar y demostrar la viabilidad de estas tecnologías.

El Programa para el Medio Ambiente Mundial (FMAM), el Fondo para el Medio Ambiente Mundial (FMAM), el Programa de las Naciones Unidas para el Medio Ambiente (PNUMA) en colaboración con la Universidad Técnica de Dinamarca (UDP) y el Programa de las Naciones Unidas para el Desarrollo (PNUD) han apoyado estas iniciativas. En 2016, la UDP puso en marcha la segunda fase del Proyecto Global de ENT financiado por el FMAM, que proporcionó apoyo técnico y financiero a 24 países para llevar a cabo estas evaluaciones.

## Financiación

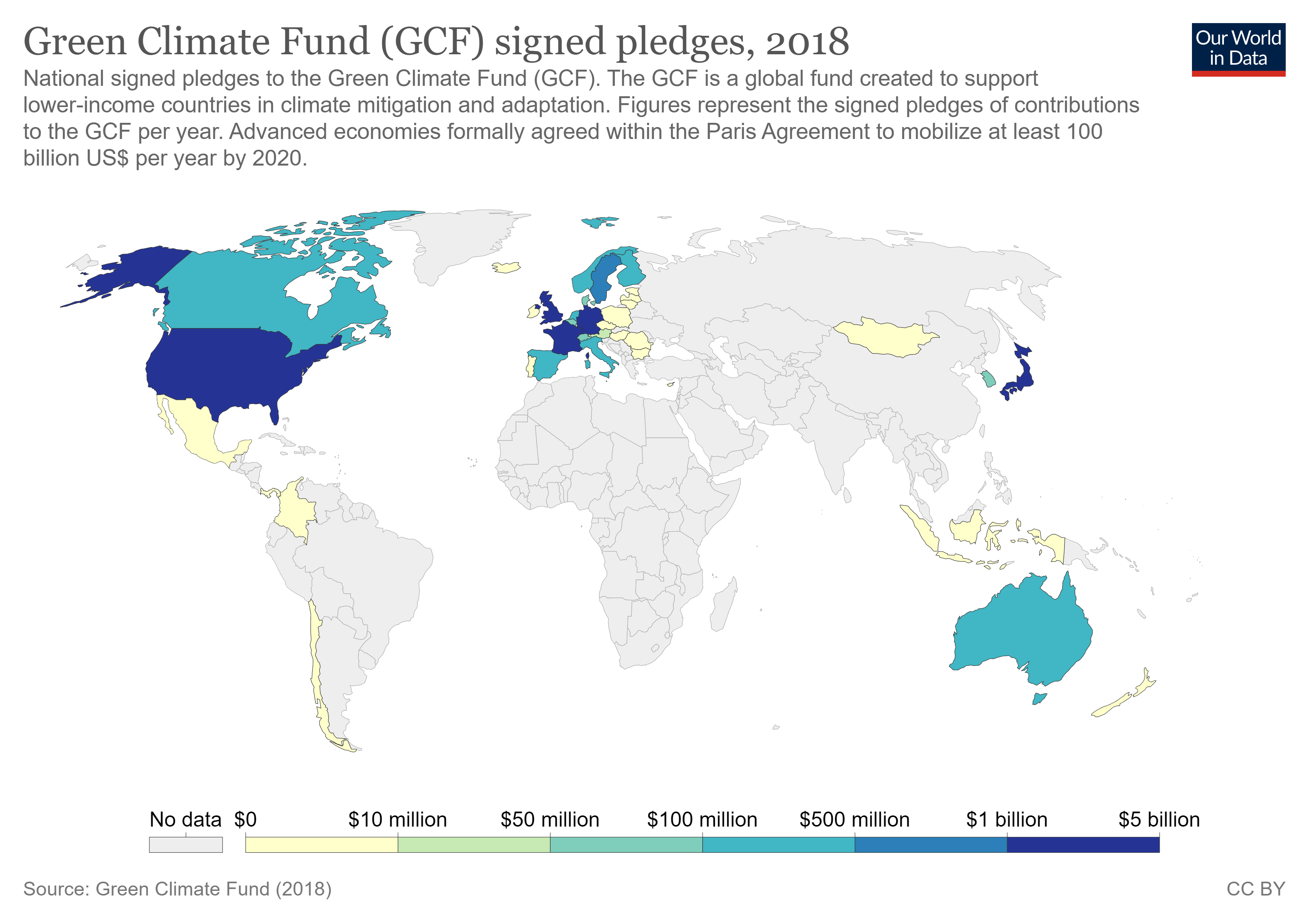
El mapa muestra el Indicador 13.A.1: La cantidad movilizada de dólares estadounidenses por año entre 2020 y 2025.

El Fondo para el Medio Ambiente Mundial (FMAM) y el Fondo Verde para el Clima (FVC), proporcionan apoyo financiero a los países en desarrollo para fomentar el desarrollo y la aplicación de tecnologías climáticas. Desde 1991, el FMAM ha facilitado la ejecución de más de 800 proyectos destinados a transferir tecnologías de mitigación, con una inversión de más de 5.000 millones de dólares y 40.000 millones de dólares de cofinanciación.
Desde 2001, el FMAM también ha apoyado la transferencia de tecnologías de adaptación a través del Fondo para los Países Menos Adelantados y el Fondo Especial para el Cambio Climático, que han financiado más de 300 proyectos con una contribución combinada de más de 1.000 millones de dólares. Además, desde 2009, el FMAM ha promovido actividades relacionadas con las tecnologías climáticas en el marco del Programa Estratégico de Poznan. Este programa, dotado inicialmente con 50 millones de dólares, busca aumentar la inversión en transferencia de tecnología y ayudar a los países en desarrollo a satisfacer sus necesidades de adaptación al cambio climático.
Por su parte, el FVC comenzó a distribuir fondos en 2015 y se espera que desempeñe un papel central en el desarrollo y la transferencia de tecnologías climáticas en el futuro. Para acelerar la acción contra el cambio climático, los países están trabajando para reforzar la colaboración entre el Mecanismo Financiero y el Mecanismo Tecnológico de la CMNUCC.

## Mecanismo

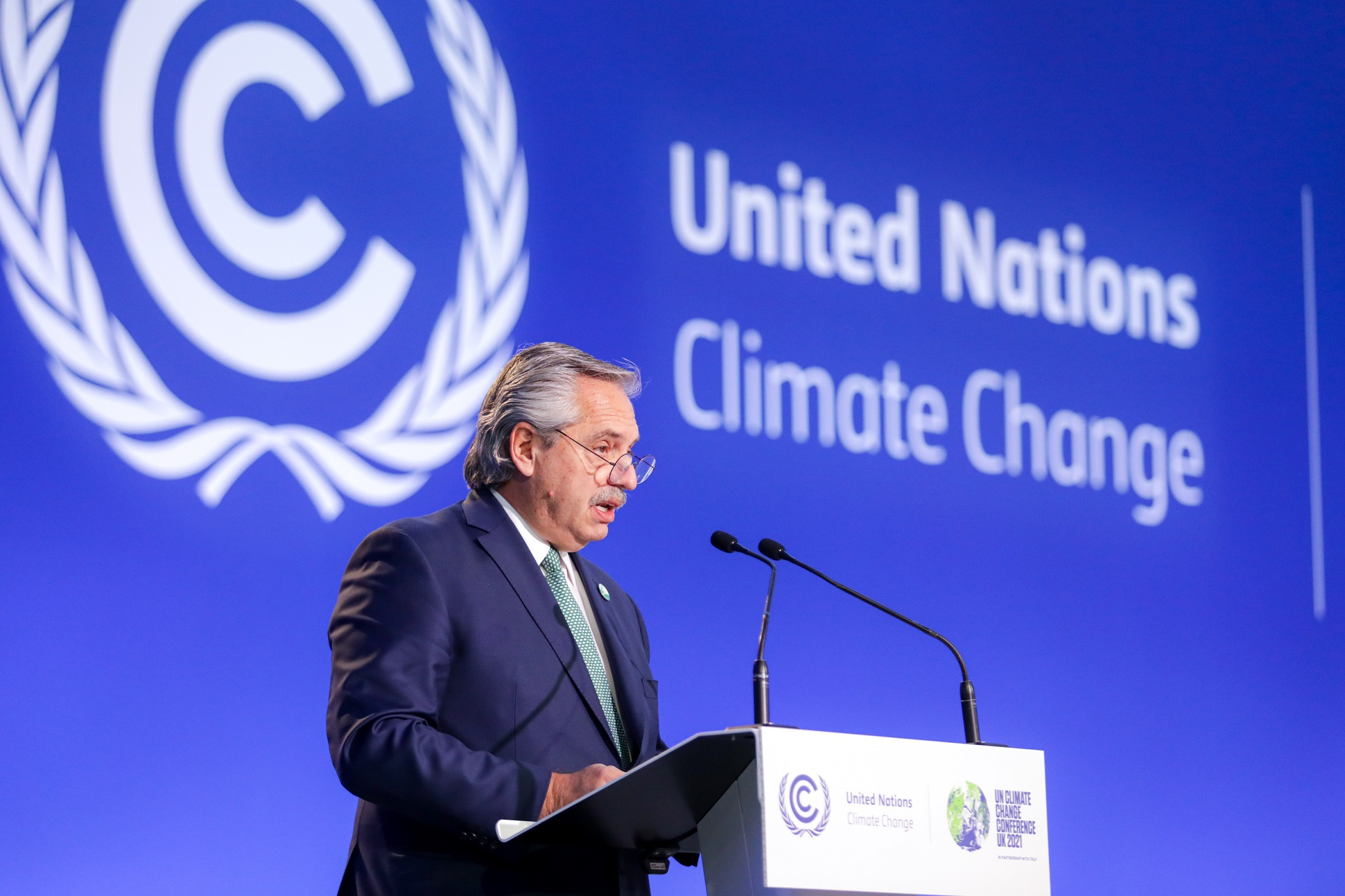
Alberto Fernández en la Conferencia de las Naciones Unidas sobre el Cambio Climático de 2021.

En 2010, los países reforzaron sus iniciativas en materia de tecnología climática con la creación del Mecanismo Tecnológico, compuesto por dos entidades complementarias: el Comité Ejecutivo de Tecnología (CET) y el Centro y Red de Tecnología del Clima (CTCN). El CET, encargado de las políticas del Mecanismo, analiza las cuestiones tecnológicas y propone recomendaciones para que los países mejoren sus actuaciones en este ámbito. Este comité está compuesto por 20 expertos en tecnología, con una representación equilibrada de países desarrollados y en desarrollo.  

El CTCN, como brazo operativo, se centra en tres servicios principales: proporcionar asistencia técnica a los países en desarrollo que la soliciten, facilitar el acceso a los conocimientos sobre tecnologías climáticas y promover la colaboración entre las partes interesadas en este ámbito. Está gestionado por el Programa de las Naciones Unidas para el Medio Ambiente (PNUMA) junto con la Organización de las Naciones Unidas para el Desarrollo Industrial (ONUDI) y cuenta con el apoyo de 11 instituciones asociadas.  

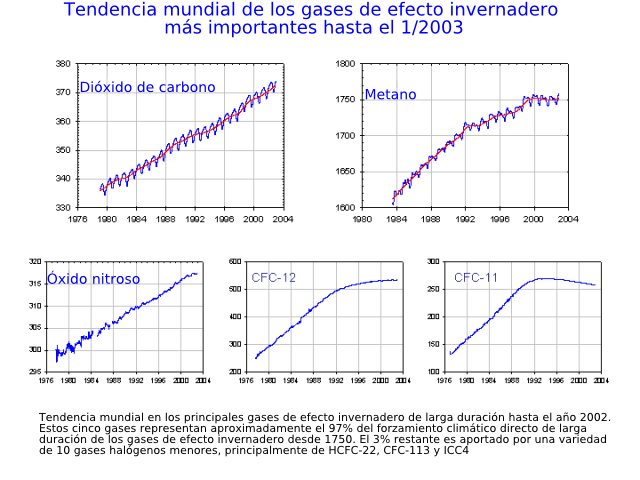
Tendencia mundial de los gases efecto invernadero.

Desde su creación, el CTCN ha sido un actor clave en la política de tecnologías climáticas, abordando cuestiones como la financiación, los entornos propicios, los obstáculos, la innovación, las tecnologías de mitigación y adaptación, las necesidades tecnológicas, y la investigación, el desarrollo y la demostración de estas tecnologías. 
También se ha consolidado como centro mundial de apoyo e información, gestionando una red internacional de más de 150 organizaciones que ayudan a los países en desarrollo a encontrar soluciones tecnológicas al cambio climático.  A mediados de 2016, el CTCN había respondido a más de 100 solicitudes de países en desarrollo relacionadas con retos de mitigación y adaptación, lo que refleja la diversidad de problemas a nivel mundial. Entre sus logros, ayudó a Bután a reducir las emisiones de gases de efecto invernadero en el transporte público y colaboró con Namibia en la elaboración de un plan de captación de agua. Más de 140 países han designado entidades nacionales a través de las cuales se canalizan las solicitudes de asistencia técnica al CTCN.

## Acuerdo de París

Participantes del Acuerdo de Paris.

Adoptado por los países en 2015, el Acuerdo de París marcó un hito en la acción mundial contra el cambio climático y abrió un nuevo capítulo en este desafío global. Este acuerdo sentó las bases para promover el desarrollo y la transferencia de tecnologías climáticas esenciales. Como parte de este esfuerzo, el mecanismo tecnológico se integró como un componente fundamental del Acuerdo de París, convirtiéndose en un bloque de construcción clave para su implementación.
Además, el Acuerdo reforzó el Mecanismo Tecnológico encomendándole tareas adicionales relacionadas con la investigación, el desarrollo y la demostración de tecnologías, así como con la creación de capacidades y las tecnologías endógenas. También introdujo un marco tecnológico diseñado para proporcionar orientación estratégica al Mecanismo Tecnológico.
Juntos, el Mecanismo Tecnológico y el marco tecnológico están diseñados para apoyar a los países en sus esfuerzos por limitar el aumento de la temperatura global y adaptarse a los efectos del cambio climático.
El Acuerdo de París también establece una visión a largo plazo para el desarrollo y el uso de tecnologías climáticas.

«Las Partes comparten una visión a largo plazo sobre la importancia de realizar plenamente el desarrollo y la transferencia de tecnología para mejorar la resiliencia al cambio climático y reducir las emisiones de gases de efecto invernadero».
Artículo 10, párrafo 1 del Acuerdo de París

## Tecnologías aplicadas
Desde la firma del Acuerdo de París en 2015, los países han implementado diversas tecnologías innovadoras para hacer frente al cambio climático, centrándose en la mitigación, la adaptación y la transición energética. Algunos ejemplos clave incluyen:
Energías renovables

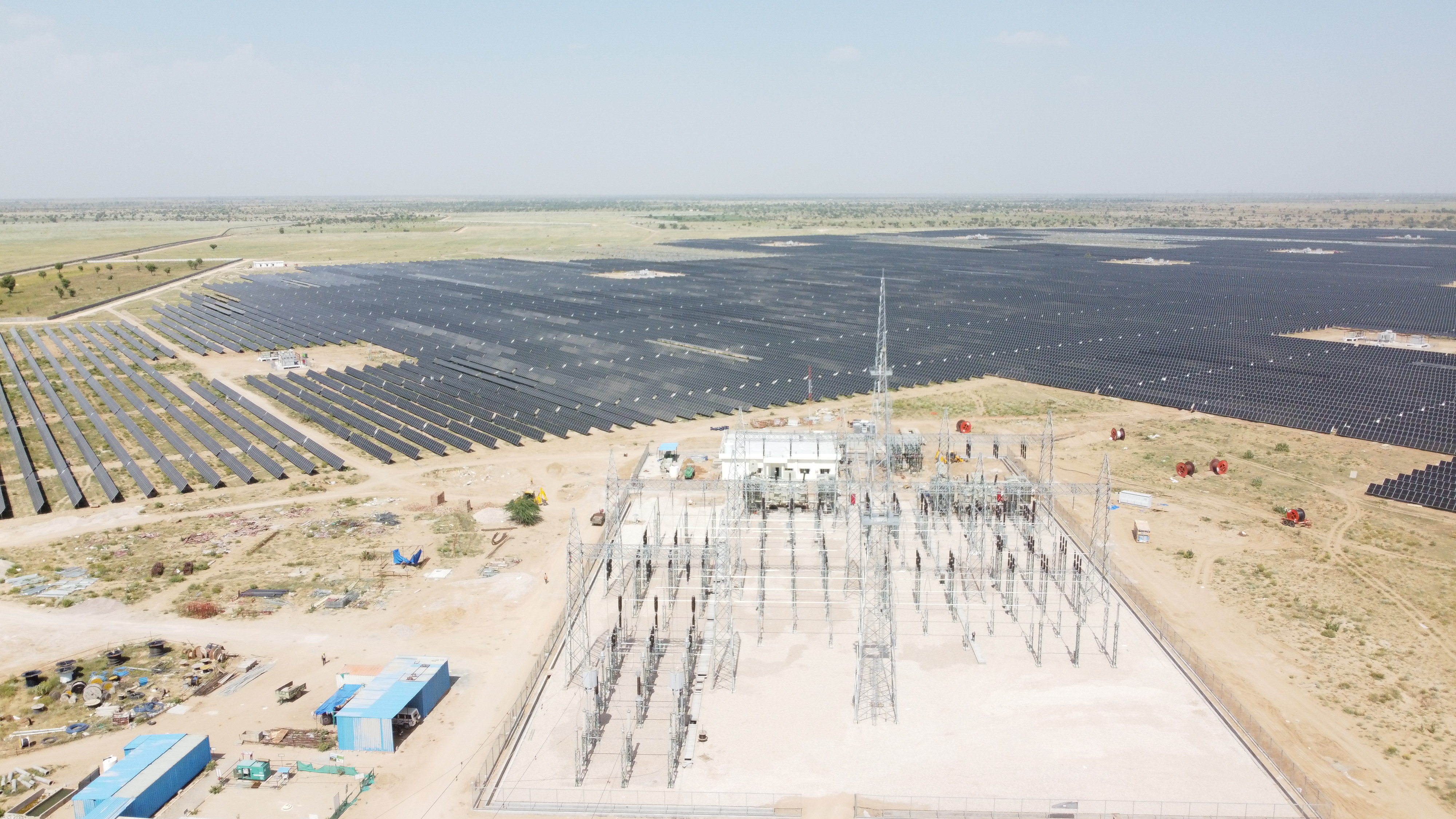
Planta de energía solar AMP.

- India: Con proyectos emblemáticos como el Parque Solar Bhadla, uno de los más grandes del mundo, India está transformando su matriz energética. Este parque tiene una capacidad instalada de más de 2.245 MW y es un ejemplo clave de cómo los países están apostando por la energía solar en grandes extensiones de tierras áridas.[2][3]

- Alemania: Además de liderar la generación de energía eólica, Alemania ha promovido sistemas descentralizados de paneles solares en tejados domésticos, integrados con baterías para el almacenamiento de energía. Esto ayuda a estabilizar la red y reduce la dependencia de los combustibles fósiles.[4]

Agricultura climáticamente inteligente
- África: Países como Kenia y Etiopía han adoptado cultivos adaptados a las condiciones áridas, como variedades resistentes al calor y la sequía. Además, se han aplicado técnicas eficientes de irrigación y reforestación para mitigar la desertificación.[5]

- Asia: En India y Bangladesh se están introduciendo variedades de arroz tolerantes al agua salada para proteger los cultivos en zonas propensas a inundaciones o a la intrusión de agua marina debido a la subida del nivel del mar.[5]

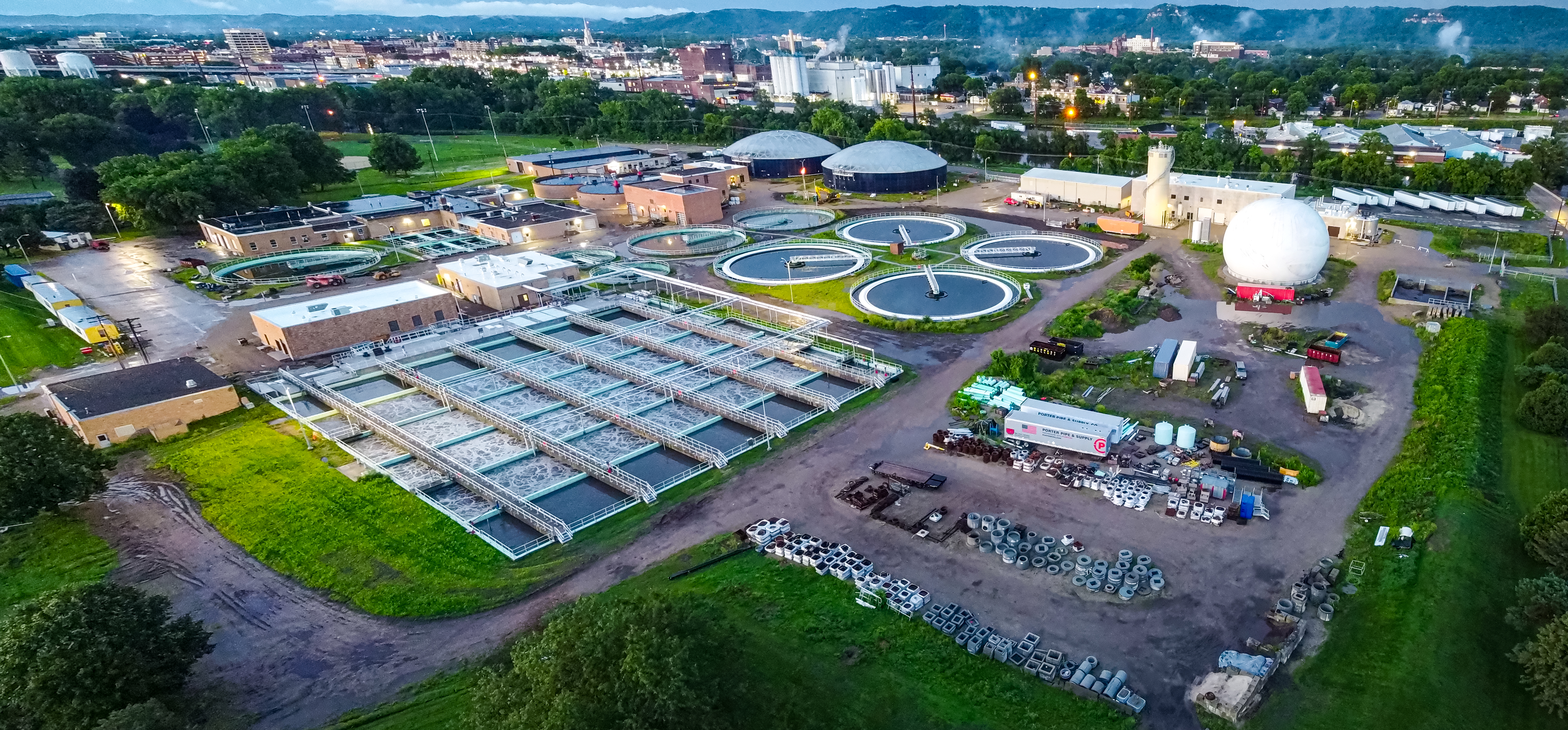
Planta de tratamiento de aguas residuales de La Crosse.

Tecnologías de depuración y reciclaje del agua
- Tanzania: Se está utilizando energía solar para alimentar sistemas de purificación de agua en comunidades remotas. Esto no sólo mejora la calidad del agua disponible, sino que también reduce la dependencia de los combustibles fósiles para hacer funcionar estos sistemas.[5]

- México: En regiones con escasez de agua, se están desarrollando plantas de tratamiento de agua que integran tecnologías avanzadas de reciclaje y reutilización, beneficiando tanto a comunidades rurales como urbanas.[2]

Electrificación del transporte

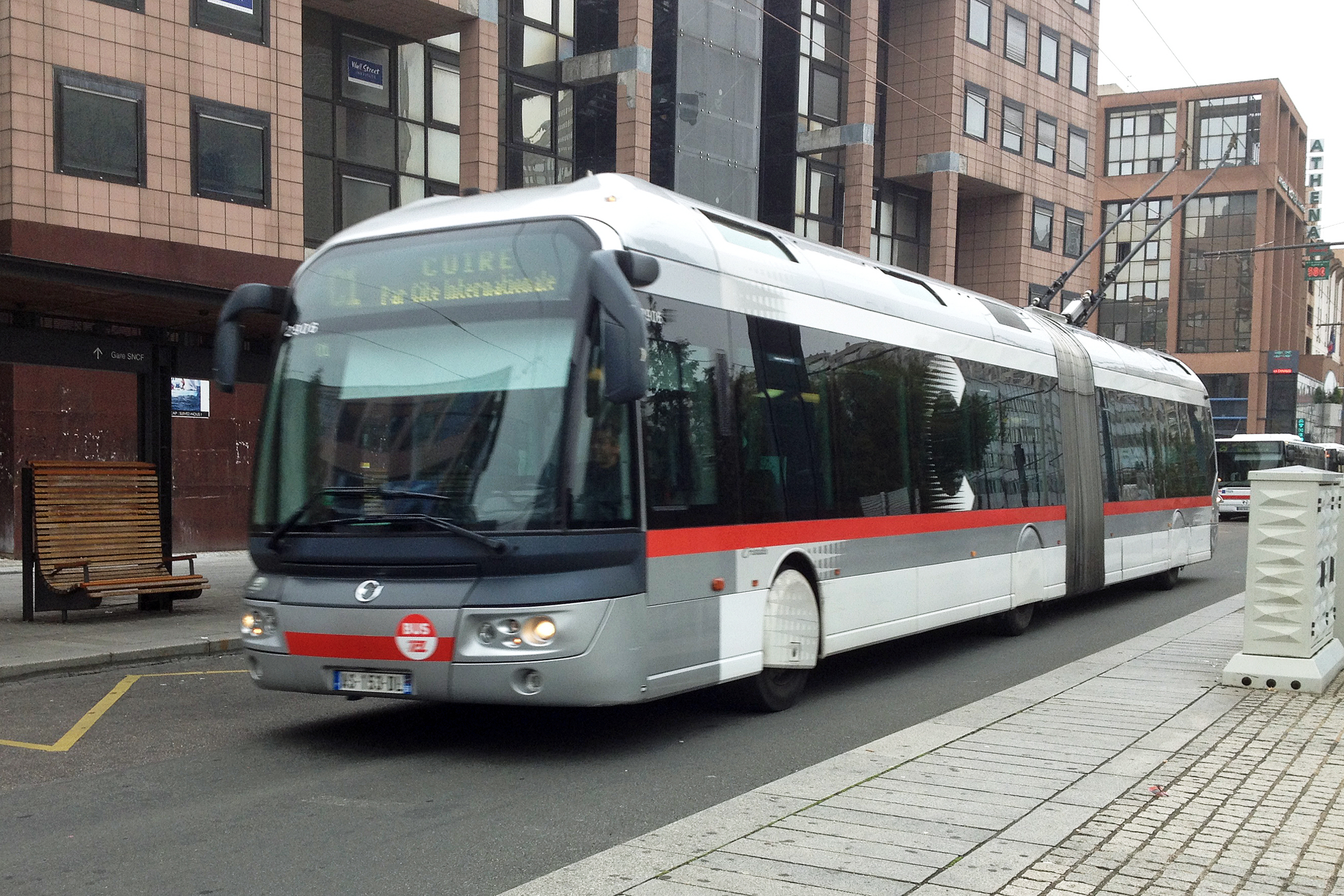
Tolebús en Lyon, Francia.

- Noruega: Reconocido como líder mundial en la transición a los vehículos eléctricos, Noruega ofrece exenciones fiscales y ha instalado una densa red de estaciones de recarga. Actualmente, más del 80% de los vehículos nuevos vendidos en el país son eléctricos.[4]

- América Latina: En ciudades como Bogotá (Colombia) y Santiago (Chile), se han introducido autobuses eléctricos en los sistemas de transporte público. Esto reduce las emisiones y mejora la calidad del aire en zonas urbanas densamente pobladas.[4][5]

Animación del terremoto del Océano Índico de 2004.

Protección contra las catástrofes naturales
- Japón: Japón ha desarrollado sistemas avanzados de alerta temprana de tsunamis y tifones, junto con infraestructuras resistentes a las catástrofes, como malecones y sistemas de drenaje del metro de Tokio.[2]

- Bangladesh: Se están construyendo refugios climáticos y reforzando los diques para proteger a las comunidades costeras de ciclones e inundaciones, con tecnología financiada por organismos internacionales.[3]

Programas de innovación climática

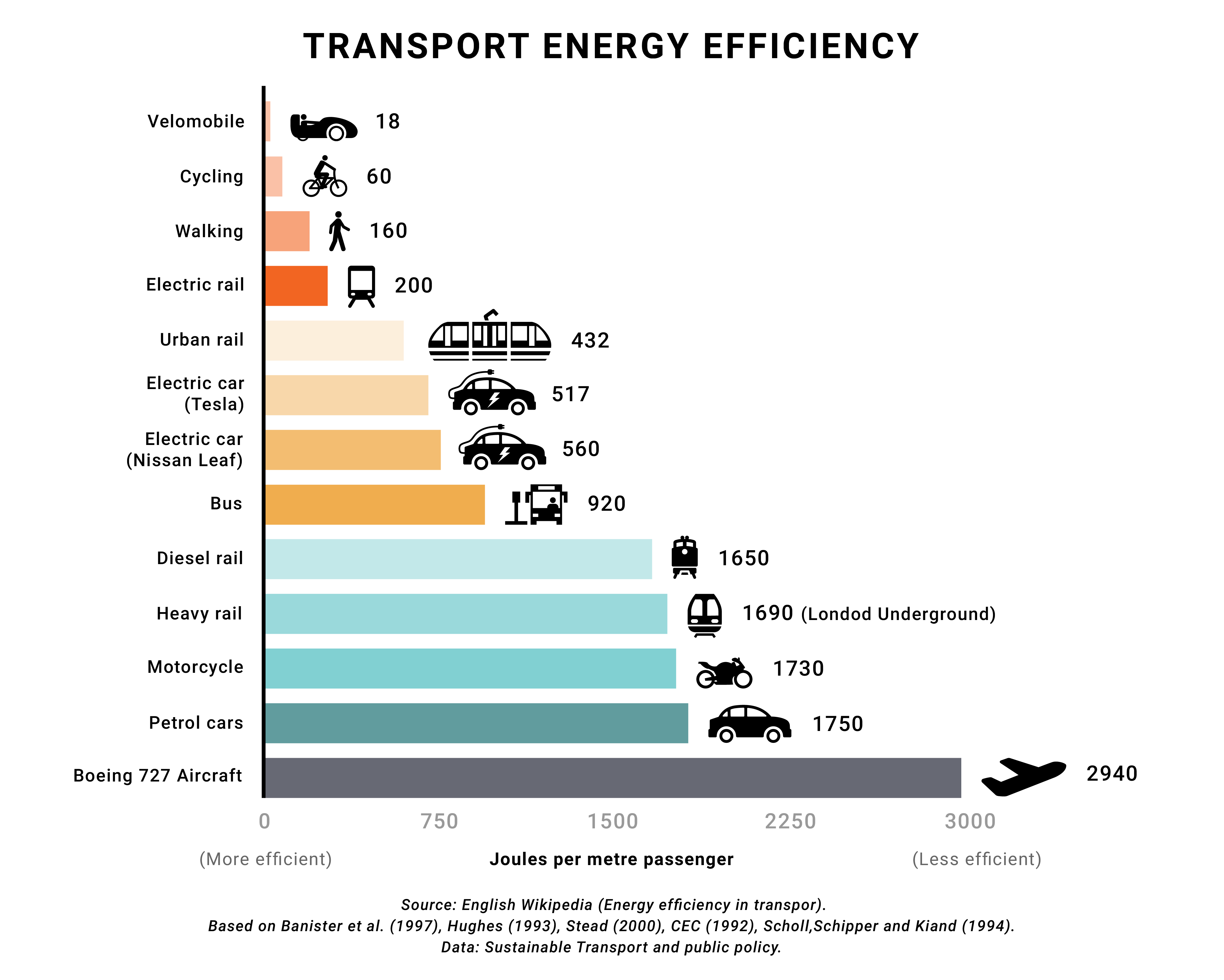
Eficiencia Energética en los transportes.

- Fondo de Adaptación: Este fondo pone en marcha el programa Acelerador de Innovación Climática, que ofrece pequeñas subvenciones y formación a jóvenes innovadores de países en desarrollo. Las soluciones incluyen tecnologías de gestión del agua, eficiencia energética y adaptación agrícola.[5]

- Red CTCN (Centro y Red de Tecnología del Clima): Con más de 150 organizaciones mundiales, el CTCN facilita la transferencia de tecnologías climáticas y responde a peticiones específicas de los países en desarrollo. Algunos ejemplos son las soluciones tecnológicas para mejorar la captación de agua en Namibia y reducir las emisiones del transporte en Bután.[5]